# Univerzitní liga ledního hokeje 2020/2021
Sezóna 2020/2021 byla 2. sezónou Univerzitní ligy ledního hokeje. Titul z loňské sezony neobhajoval nikdo z důvodu předčasného ukončení sezony, kvůli pandemii covidu-19. Sezóna 2020/21 byla následně po dvou kolech přerušena, po několika měsících následně i zrušena.

## Systém soutěže
Základní část se hraje od září do února, kde se všechny týmy utkají každý s každým, a to dvakrát (celkem 18 kol). Poté se hraje play-off, do kterého postoupí osm nejlepších týmů po základní části. V tom si první čtyři nejlepší po základní části zvolí své soupeře pro čtvrtfinále. Následně probíhá volba i na semifinále, kde se znovu klade důraz na postavení po základní části. Celé play-off se hraje na dva vítězné zápasy. Vítěz finále se stává Mistrem ULLH a získává Pohár Jana Palacha. Konečné druhé až osmé místo je určeno úspěšností týmů v play-off.

## Kluby podle krajů
- Praha: Engineers Prague, UK Prague
- Jihočeský kraj: Black Dogs Budweis
- Plzeňský kraj: Akademici Plzeň
- Pardubický kraj: Riders Univerzita Pardubice
- Ústecký kraj: HC North Wings
- Moravskoslezský kraj: BO OSTRAVA Vítkovice Steel
- Olomoucký kraj: HC Univerzita Palackého v Olomouci
- Jihomoravský kraj: HC MUNI, VUT Cavaliers Brno

## Týmy
| Tým                                | Město            | Aréna                               | Kapacita    |
| ---------------------------------- | ---------------- | ----------------------------------- | ----------- |
| HC MUNI                            | Brno             | HHDM / Winning Group Arena          | 500 / 7700  |
| VUT Cavaliers Brno                 | Kuřim            | Zimní stadion Kuřim                 | 400         |
| UK HOCKEY PRAGUE                   | Praha            | Škoda Icerink / ZS Eden             | — / 5 138   |
| Engineers Prague                   | Praha            | ZS Hvězda                           | 700         |
| Akademici Plzeň                    | Plzeň            | ICE ARENA Plzeň / LogSpeed CZ Aréna | 300 / 7 700 |
| Riders Univerzita Pardubice        | Pardubice        | Enteria arena                       | 10 088      |
| HC Univerzita Palackého v Olomouci | Uničov           | ZS Uničov                           | 3 320       |
| HC North Wings                     | Ústí nad Labem   | ZS Ústí nad Labem                   | 6 500       |
| BO OSTRAVA Vítkovice Steel         | Poruba           | RT TORAX ARENA                      | 5 000       |
| Black Dogs Budweis                 | České Budějovice | Hokejové Centrum Pouzar             | 300         |

Poznámky
1. ↑  V rámci Hokejového souboje univerzit, tedy zápase proti VUT hraje MUNI svůj domácí zápas ve Winning Group Aréně.
2. ↑  Vybrané domácí zápasy hokejisté UK na Zimním stadionu Eden.
3. ↑  Vybrané domácí zápasy hrají Akademici v LogSpeed CZ Aréně.

## Tabulka základní části
| Poř. | Tým                                | Z | V | VP | PP | P | VG | OG | B |
| ---- | ---------------------------------- | - | - | -- | -- | - | -- | -- | - |
| 1.   | HC MUNI                            | 2 | 2 | 0  | 0  | 0 | 12 | 7  | 6 |
| 2.   | Black Dogs Budweis                 | 2 | 2 | 0  | 0  | 0 | 9  | 4  | 6 |
| 3.   | BO OSTRAVA Vítkovice Steel         | 2 | 1 | 1  | 0  | 0 | 9  | 6  | 5 |
| 4.   | HC Univerzita Palackého v Olomouci | 1 | 1 | 0  | 0  | 0 | 5  | 1  | 3 |
| 5.   | Engineers Prague                   | 2 | 1 | 0  | 0  | 1 | 7  | 8  | 3 |
| 6.   | UK HOCKEY PRAGUE                   | 1 | 0 | 0  | 1  | 0 | 3  | 4  | 1 |
| 7.   | Akademici Plzeň                    | 1 | 0 | 0  | 0  | 1 | 3  | 5  | 0 |
| 8.   | VUT Cavaliers Brno                 | 1 | 0 | 0  | 0  | 1 | 3  | 6  | 0 |
| 9.   | HC North Wings                     | 1 | 0 | 0  | 0  | 1 | 5  | 9  | 0 |
| 10.  | Riders Univerzita Pardubice        | 2 | 0 | 0  | 0  | 2 | 3  | 9  | 0 |

| Vysvětlivka               |
| ------------------------- |
| Postup do čtvrtfinále     |
| Konec sezóny pro daný tým |

## Hráčské statistiky základní části

### Kanadské bodování
Toto je konečné pořadí hráčů podle dosažených bodů. Za jeden vstřelený gól nebo přihrávku na gól hráč získal jeden bod.
| Poř. | Hráč            | Tým                                | Z | G | A | B | TM | +/- |
| ---- | --------------- | ---------------------------------- | - | - | - | - | -- | --- |
| 1.   | Tomáš Račický   | HC MUNI                            | 2 | 2 | 3 | 5 | 0  | +5  |
| 2.   | Vojtěch Kadlic  | HC MUNI                            | 2 | 1 | 4 | 5 | 2  | +3  |
| 3.   | Matěj Florek    | HC MUNI                            | 2 | 2 | 2 | 4 | 0  | +4  |
| 4.   | Lukáš Sajdl     | HC North Wings                     | 2 | 2 | 2 | 4 | 2  | +4  |
| 5.   | Radek Rolínek   | Black Dogs Budweis                 | 2 | 2 | 2 | 4 | 0  | +3  |
| 6.   | Martin Kuchař   | HC North Wings                     | 2 | 1 | 3 | 4 | 2  | +3  |
| 7.   | Martin Pěcha    | HC Univerzita Palackého v Olomouci | 1 | 3 | 0 | 3 | 0  | +4  |
| 8.   | Tomáš Fabiánek  | Engineers Prague                   | 2 | 3 | 0 | 3 | 0  | +1  |
| 9.   | Marek Kovalski  | BO OSTRAVA Vítkovice Steel         | 2 | 3 | 0 | 3 | 2  | -1  |
| 10.  | Vojtěch Matějka | Engieneers Prague                  | 2 | 1 | 2 | 3 | 2  | +2  |

### Hodnocení brankářů
Toto je konečné pořadí nejlepších deset brankářů.
| Poř. | Hráč           | Tým                                | Z. | MIN | OG | PZ | PS | POG  | Úsp%   |
| ---- | -------------- | ---------------------------------- | -- | --- | -- | -- | -- | ---- | ------ |
| 1.   | Jakub Frček    | Akademici Plzeň                    | 1  | 25  | 0  | 8  | 8  | 0.00 | 100.00 |
| 2.   | Lukáš Novotný  | HC Univerzita Palackého v Olomouci | 1  | 60  | 1  | 29 | 30 | 1.00 | 96.67  |
| 3.   | Tomáš Vlk      | Riders Univerzita Pardubice        | 1  | 60  | 3  | 52 | 55 | 3.00 | 94.55  |
| 4.   | Ivo Svoboda    | Black Dogs Budweis                 | 2  | 120 | 4  | 62 | 66 | 2.00 | 93.94  |
| 5.   | Jakub Ovčaři   | BO OSTRAVA Vítkovice Steel         | 2  | 122 | 6  | 80 | 86 | 2.95 | 93.02  |
| 6.   | Kristián Novák | UK HOCKEY PRAGUE                   | 1  | 62  | 4  | 42 | 46 | 3.87 | 91.30  |
| 7.   | Ondřej Skokan  | HC North Wings                     | 2  | 119 | 8  | 83 | 91 | 4.03 | 91.21  |
| 8.   | Tomáš Petrů    | Riders Univerzita Pardubice        | 1  | 60  | 6  | 45 | 51 | 6.00 | 88.24  |
| 9.   | Vojtěch Burian | VUT Cavaliers Brno                 | 1  | 60  | 6  | 45 | 51 | 6.00 | 88.24  |
| 10.  | Filip Král     | HC MUNI                            | 2  | 120 | 7  | 49 | 56 | 3.50 | 87.50  |

## Play-off
Stejně jako zbytek základní části, i play-off se kvůli pandemii covidu-19 neodehrálo.